# دهستان برون
دهستان برون، دهستانی در بخش اسلامیه شهرستان فردوس است. مرکز این دهستان روستای برون است. این دهستان، بر اساس آخرین سرشماری در سال ۱۳۹۵، ۱٬۷۲۱ نفر جمعیت داشته که نسبت به سرشماری ۱۰ سال قبل (۲٬۰۴۸ نفر در سال ۱۳۸۵)، سالانه حدود ۱٫۷ درصد کاهش داشته‌است.